# Гней Малий Максим
Гней Малий Максим (на латински: Gnaeus Mallius Maximus) e политик на Римската република през 2 век пр.н.е.
През 105 пр.н.е. е homo novus и е избран за консул заедно с Публий Рутилий Руф. Той получава провинция Цизалпийска Галия и се бие против кимврите. В битката при Аравзио (6 октомври 105 пр.н.е. в Прованс) той претърпява една от най-големите загуби в римската история. Една от причините е, че проконсулът и военачалник Квинт Сервилий Цепион, който отговаря за големината на легионите, отказва взаимната работа с консула поради това, че е homo novus. Гней Малий Максим, който загубил в битката двамата си сина, трябва по-късно (103 пр.н.е.) да дава обяснение за битката в съда.